# Чорба от коприва
Чорба от коприва (наричана още копривена чорба) е традиционно ястие от българската национална кухня, сезонно пролетно ястие от млада коприва (често се приготвя и от замразена), което може да се приготвя освен като чорба с традиционна запръжка, също така и като супа със застройка от яйце и кисело мляко.
Едно от най-популярните и обичани ястия в българската кухня от поколения.

## Технология на приготвяне
Ястието се приготвя от млада коприва, бланширана в подсолена вода, която след това се накълцва и се вари с добавени пресен лук, ориз, домати, джоджен, мащерка, черен пипер и сол. Когато продуктите са сварени, чорбата се запържва с брашно, червен пипер и задушен кромид, или се застройва с разбити кисело мляко и яйце.
Сервира се гореща, като често е поднесена с кисело мляко и (или) натрошено саламурено сирене, които може да се добавят към чорбата по желание.
Има различни вариации към това ястие, като освен ориз може да се добави фиде, картоф, броколи и др. Може също и да бъде пасирана и поднесена като крем супа.